# Shortest seek time first
L'algoritmo SSTF (Shortest Seek Time First), come FCFS (First Come First Served) e SCAN (Algoritmo dell'ascensore), è un algoritmo di disk scheduling che consente di stabilire l'ordine in cui devono essere processate le richieste di lettura e scrittura su disco.

## Descrizione
L'algoritmo processa per prime le richieste con minore tempo di seek, ovvero accede al cilindro più vicino a quello attuale in ogni istante di tempo.
L'algoritmo SSTF ha prestazioni superiori a FCFS. Tuttavia, può generare tempi di attesa indefinita (starvation) se sono presenti in coda molte richieste per accedere ai cilindri più vicini tra loro e una richiesta per l'accesso ad un cilindrdo distante: 
se nella coda arrivano continuamente richieste di accesso a cilindri vicini all'ultimo servito, la richiesta del cilindro lontano rischia di non essere soddisfatta in tempo breve.

## Esempio
- Posizione iniziale testina: {20}
- Coda delle richieste: {14, 40, 23, 47, 7}
- Scheduling dell'algoritmo: {23, 14, 7, 40, 47}
- Cilindri percorsi: 59